# Marcus Almeida
Marcus Vinícius Oliveira de Almeida (Santos, Estado de São Paulo, Brasil; 8 de enero de 1990), conocido también como Buchecha, es un artista marcial mixto y grappler brasileño que actualmente compite en la categoría de peso pesado de ONE Championship. Siendo múltiples veces campeón mundial de jiu-jitsu, Buchecha es miembro del Salón de la Fama de la IBJJF.

## Primeros años
Almeida nació 123 en Santos, São Paulo. Su hermana comenzó a entrenar a Jiu-jitsu brasileño cuando Marcus tenía 14 años, obligandolo a ir al gimnasio para que su padre Clayton pueda vigilarla. Más tarde, Marcus y Clayton también comenzaron a entrenar jiu-jitsu, llevando a que ambos se convirtieran en cinturones negros y posteriormente ganando el Campeonato Mundial de la IBJJF.

## Carrera de artes marciales mixtas

### ONE Championship
A pesar de hablar sobre transicionar a artes marciales mixtas desde 2015, noticias saldrían el 30 de julio de 2020, que Almeida había firmando un contrato de múltiples peleas con ONE Championship. Almeida entrenó artes marciales mixtas en American Kickboxing Academy y está compitiendo la categoría de peso pesado.
En agosto de 2020, Almeida se retiró de un combate de BJJ contra Fabrício Werdum debido a una lesión de rodilla que también retrasó su debut en MMA para ONE. Se esperaba que Almeida hiciera su debut en MMA contra Oumar Kane en ONE Championship. Desafortunadamente, Almeida fue removido de la cartelera y fue reemplazado por Alain Ngalani el 13 de enero de 2021, debido a una lesión sufrida en el entrenamiento. Luego de recuperarse de su lesión, Almeida fue agendado para realizar su debut en MMA contra Kang Ji-Won en ONE on TNT 1. Kang se retiró de la pelea por razones desconocidas.
Se esperaba que Almeida enfrentar a Thomas Narmo en ONE Championship: Revolution el 24 de septiembre de 2021. Narmo se retiró de la pelea por razones desconocidas, siendo reemplazado por Anderson “Braddock” Silva. Almeida finalmente hizo su debut en MMA ganando por sumisión (north-south choke) en el primer asalto.
Almeida enfrentó a Kang Ji Won en ONE Championship: Winter Warriors el 3 de diciembre de 2021. Ganó la pelea por rear-naked choke en el primer asalto.
Se esperaba que Almeida enfrentara a Oumar "Reug Reug" Kane el 22 de abril de 2022 en ONE 156. Sin embargo, la semana de la pelea, se anunció que la pelea sería trasladada al 20 de mayo. Sin embargo, Kane se retiraría de la pelea por una lesión y fue reemplazado por Hugo Cunha quien a su vez dio positivo por COVID-19 y la pelea fue cancelada. Almeida más tarde sería reagendado para enfrentar a Simon Carson en ONE 158 el 3 de junio de 2022. Ganó la pelea por TKO en el primer asalto.
Almeida enfrentó a Kirill Grishenko en ONE on Prime Video 1, el 26 de agosto de 2022. Ganó la pelea en el primer asalto, sometiendo a Grishenko con un heel hook. Esta victoria lo haría ganador del premio de Actuación de la Noche.
Almeida enfrentó a Reug Reug el 4 de agosto de 2023, en ONE Fight Night 13. Perdió la pelea por decisión unánime.

## Linaje de instrucción
- Kano Jigoro → Tomita Tsunejiro → Mitsuyo "Conde Koma" Maeda → Carlos Gracie Sr. → Carlson Gracie → Élcio Figueiredo → Rodrigo Cavaca → Marcus Almeida[27]

## Campeonatos y logros

### Artes marciales mixtas
- ONE Championship
  - Actuación de la Noche (Una vez) vs. Kirill Grishenko[26]
- MMAjunkie.com
  - Sumisión del mes de agosto vs. Kirill Grishenko[28]

### Grappling
2019
- ADCC World Championship (Absoluto)
- ADCC World Championship (+99kg)
- IBJJF World Championship (Absoluto)
- IBJJF World Championship (+100kg)

2018
- IBJJF World Championship (Absoluto)
- IBJJF World Championship (+100kg)
- Ganador de la Súper Pelea de ACBJJ

2017
- ADCC World Championship (Absoluto)
- ADCC World Championship (+99kg)
- IBJJF Pro Grand Prix (Absolute)
- IBJJF World Championship (Absoluto)
- IBJJF World Championship (+100kg)
- Ganador de la Súper Pelea de ADCC North American Trials

2016
- Ganador de la Súper Pelea de Fight2Win
- IBJJF Pro Grand Prix (Absoluto)
- IBJJF World Championship (Absoluto)
- IBJJF World Championship (+100kg)

2015
- Ganador de la Súper Pelea de BJJ World League
- Abu Dhabi World Cup (Absoluto)
- Abu Dhabi World Cup (+95kg)

2014
- IBJJF World Championship (Absoluto)
- IBJJF World Championship (+100kg)
- Abu Dhabi World Cup (Absolute)
- Abu Dhabi World Cup (+95kg)

2013
- ADCC World Championship (Absoluto)
- ADCC World Championship (+99kg)
- IBJJF World Championship (Absoluto)
- IBJJF World Championship (+100kg)
- Abu Dhabi World Cup (Absoluto)
- Abu Dhabi World Cup (+100kg)
- IBJJF Pan American Championship (Absoluto)

2012
- IBJJF World Championship (Absoluto)
- IBJJF World Championship (+100kg)
- Abu Dhabi World Cup (+99kg)
- Gramado Trials Superfight Winner
- IBJJF Pan American Championship (Absoluto)
- IBJJF Pan American Championship (+100kg)

2011
- IBJJF No-Gi World Championship (Absoluto)
- IBJJF No-Gi World Championship (+97.5kg)
- IBJJF Pan American Championship (Absoluto)
- IBJJF Pan American Championship (-100kg)

## Récord de artes marciales mixtas
| Récord profesional | Récord profesional | Récord profesional |
| 5 peleas           | 4 victorias        | 1 derrota          |
| ------------------ | ------------------ | ------------------ |
| Nocaut             | 1                  | 0                  |
| Sumisión           | 3                  | 0                  |
| Decisión           | 0                  | 1                  |

| Resultado | Récord | Oponente          | Método                       | Evento                            | Fecha                    | Ronda | Tiempo | Localización | Notas                  |
| --------- | ------ | ----------------- | ---------------------------- | --------------------------------- | ------------------------ | ----- | ------ | ------------ | ---------------------- |
| Derrota   | 4–1    | Oumar Kane        | Decisión (unánime)           | ONE Fight Night 13                | 4 de agosto de 2023      | 3     | 3:00   | Bangkok      |                        |
| Victoria  | 4–0    | Kirill Grishenko  | Sumisión (heel hook)         | ONE on Prime Video 1              | 26 de agosto de 2022     | 1     | 1:04   | Kallang      | Actuación de la Noche. |
| Victoria  | 3–0    | Simon Carson      | TKO (golpes)                 | ONE 158                           | 3 de junio de 2022       | 1     | 2:24   | Kallang      |                        |
| Victoria  | 2–0    | Kang Ji Won       | Sumisión (rear naked choke)  | ONE Championship: Winter Warriors | 3 de diciembre de 2021   | 1     | 2:55   | Kallang      |                        |
| Victoria  | 1–0    | Anderson da Silva | Sumisión (north-south choke) | ONE Championship: Iron Will       | 24 de septiembre de 2021 | 1     | 2:27   | Kallang      | Debut en MMA.          |